# Frédéric II (empereur du Saint-Empire)
Pour les articles homonymes, voir Frédéric II et Frédéric de Hohenstaufen.
Frédéric de Hohenstaufen (en allemand : Friedrich II von Hohenstaufen ; en italien : Federico II di Svevia), né le 26 décembre 1194 à Jesi (États pontificaux) et mort le 13 décembre 1250 à Castel Fiorentino (Royaume de Sicile) est empereur des Romains de 1215 à 1250 sous le nom de Frédéric II, et le dernier roi de Jérusalem sous le nom de Frédéric Ier. Il est aussi roi des Romains, roi de Sicile, et roi de Provence-Bourgogne (ou d'Arles). 
Grâce à ses bonnes relations avec la civilisation islamique, il mène à bien la sixième croisade — la seule croisade pacifique — et est le second seigneur d'Occident à reconquérir les lieux saints de la chrétienté, après Godefroy de Bouillon. Au cours de son règne, il connaît des conflits permanents avec la papauté et se voit excommunié par deux fois, le pape Grégoire IX n'hésitant pas à l'associer à l'Antéchrist. 
Frédéric accueille à sa cour des savants du monde entier, porte un grand intérêt aux mathématiques et aux beaux-arts, se livre à des expériences scientifiques et fait édifier des châteaux dont il aurait parfois tracé lui-même les plans.
Dernier empereur de la dynastie des Hohenstaufen, Frédéric devient rapidement une légende. De ses contemporains, il reçoit, sous la plume de Matthieu Paris, les surnoms de Stupor mundi (la « Stupeur du monde ») et de « prodigieux transformateur des choses », au point qu'on attendit son retour après sa mort.

## Biographie

### Une enfance sicilienne (1194-1208)
Il était le fils de l'empereur Henri VI, de la maison de Hohenstaufen, et de Constance de Hauteville, elle-même fille de Roger II de Hauteville, premier roi normand de Sicile. Sa naissance eut lieu en public, le 26 décembre 1194, sous une tente dressée sur la place principale de Jesi pour prouver que Constance, alors âgée de quarante ans, était bien la mère de l'héritier. D'abord nommé Constantin par sa mère, il fut ensuite baptisé à Assise sous le nom de ses deux grands-pères, Frédéric-Roger.
Frédéric-Roger fut élu roi des Romains en 1196, à la demande de son père, afin d'assurer la continuité dynastique des Hohenstaufen au trône impérial. L'objectif de l'empereur était de transformer le royaume électif germanique en un empire héréditaire. Cependant, Henri VI mourut brutalement en septembre 1197. L'impératrice s'imposa à la régence contre le sénéchal allemand Markward d'Anweiler, et fit couronner Frédéric roi de Sicile à Messine le 17 mai 1198. Elle mourut peu après, alors que Frédéric II n'était encore qu'un enfant de trois ans. Il fut élevé à Foligno par la femme de Conrad d'Urslingen.
Constance ne revendiqua pas les droits de l'enfant en Allemagne, conformément aux requêtes de Célestin III. Les grands, soucieux d'éviter une minorité comme celle d'Henri IV, se tournèrent donc vers le frère du défunt, Philippe de Souabe, qu'ils élurent roi des Romains en 1198. Le pape lui suscita immédiatement un concurrent, le Welf Othon IV. Frédéric-Roger, lui, était seulement roi de Sicile, comprenant alors l'île et la majeure partie de l'Italie méridionale.
Constance, en mourant, confia la tutelle de l'enfant et du royaume au pape Innocent III jusqu'à sa majorité, lequel désigna un collège composé de prélats et du chancelier Gautier de Palear, évêque de Troia, pour diriger les destinées de l'île durant les dix ans de sa minorité, marquées par la révolte des musulmans et les luttes entre Allemands et alliés du pape. Markward d’Anweiler revendiqua également la régence et la tutelle avec le soutien de Philippe de Souabe. Il captura Frédéric au Castello a Mare de Palerme en novembre 1201, et devint régent quelques mois jusqu'à sa mort, en 1202. Un autre seigneur allemand, Guillaume Capparone, lui succéda comme régent et garda Frédéric au palais royal de Palerme jusqu’en 1206.
« Petit et trapu, avec un visage presque aussi roux que ses cheveux, et des yeux de myope », le jeune Frédéric débordait d'énergie — les chroniqueurs lui donnaient le surnom de « petit lion ». Il fit valoir sa majorité à l'âge de quatorze ans, et épousa Constance d'Aragon, âgée de onze ans de plus que lui, qui introduisit à la cour la culture de l'amour courtois. Le mariage avait été arrangé par le pape Innocent III, dont le dessein était de mettre sur pied une grande expédition contre l'islam en Espagne et en Terre sainte. L'année suivante, le jeune roi de Sicile mena sa première expédition militaire dans le nord-est de l'île, afin de ramener l'ordre dans son royaume.

### La prise de pouvoir de l'enfant d'Apulie (1208-1225)
En juin 1208, le roi Philippe de Souabe fut assassiné. L'année suivante, en octobre 1209, le Welf Othon IV fut couronné empereur à Rome par le pape Innocent III. Il perdit peu de temps après la faveur du souverain pontife, en refusant de garantir l'intégrité des États pontificaux, et en lançant une expédition contre le royaume de Sicile, alors aux mains de Frédéric. Il fut immédiatement excommunié. De plus, le pape suscita contre lui l'opposition des Staufen et soutint à la diète d'Empire de Nuremberg de 1211 l'élection de Frédéric II comme roi des Romains. Alors qu'il s'apprêtait à franchir le détroit de Messine, Otton fut forcé de rebrousser chemin et de rentrer en Allemagne pour soutenir la lutte contre ses opposants.
En 1212, Frédéric fit couronner roi de Sicile son fils Henri, alors âgé de deux ans, rassurant ainsi le pape qui était hostile à l'union de la Sicile et de l'Empire. Il s'embarqua ensuite pour l'Italie, avec une modeste suite comptant plus de prêtres que de soldats, et prêta hommage à Innocent III au nom de son fils le dimanche de Pâques. Il traversa l'Italie avec le soutien des Génois, passa par Pavie et Vérone, mais fut bloqué devant le col du Brenner par les troupes du duc de Bavière, allié des Welfs. Il contourna ce dernier en traversant la Suisse puis atteignit Constance, alors aux mains d'Otton IV. La ville ouvrit ses portes à Frédéric, et Otton fut forcé de lever le camp. Frédéric rallia ensuite les princes de la Souabe et de la Haute-Rhénanie, en évitant les combats, tandis qu'Otton trouvait asile à Cologne. Frédéric fut confirmé comme roi des Romains par une grande assemblée à Francfort le 5 décembre 1212, puis couronné en la cathédrale de Mayence le 9 décembre par l'archevêque Siegfried II d'Eppstein, avec une copie des insignes impériaux, encore détenus par Othon IV. Il avait au préalable scellé une alliance avec le royaume de France à Vaucouleurs, qui conduira à la bataille de Bouvines le 27 juillet 1214, et à l'effondrement du camp ottonien. Otton y perdit son trésor, dont les insignes impériaux qui furent renvoyés à Frédéric par le roi Philippe Auguste,. Reconnu par tous les princes, Frédéric fut à nouveau sacré roi des Romains à Aix-la-Chapelle le 23 juillet 1215 par l'archevêque de Mayence. L'élection fut reconnue par Innocent III au quatrième concile du Latran.
Lors du couronnement d'Aix-la-Chapelle, Frédéric utilisa le manteau de couronnement de Roger II de Sicile, qui devint alors le manteau de sacre des empereurs, l'un des insignes impériaux utilisé par la suite jusqu'au XVIIIe siècle par quarante-sept empereurs.
Le pape Honorius III couronna finalement Frédéric II empereur à Rome en 1220. Cela devait être la fin de l'entente entre l'Empire et la papauté puisque Frédéric II n'avait pas l'intention de séparer ses deux héritages, la Sicile maternelle et la Germanie paternelle. Frédéric renouvela le serment d'allégeance envers la papauté et confirma le versement d'un tribut annuel de 1 000 pièces d'or par la Sicile. Il réaffirma sa volonté de se rendre en Terre sainte, et promit un départ en août 1221. Toutes ces promesses lui permirent d'asseoir son pouvoir solidement.
En Allemagne, où il ne séjourna que deux fois, il mena une politique de concessions aux princes afin de concentrer son attention sur la Sicile. Il accorda à quatre-vingt-dix évêques et abbés royaux, une charte, la Confoederatio cum principibus ecclesiasticis de 1220, dans laquelle il confirma l'abandon des droits de dépouille ; il renonça aussi à influencer les élections, à exercer ses droits régaliens sur les territoires ecclésiastiques comme la construction de châteaux, les tonlieux, etc. En 1222, il fit couronner son fils Henri VII roi des Romains lors d'une cérémonie à Aix-la-Chapelle. L'archevêque de Cologne, Engelbert fut désigné pour exercer la tutelle de l'enfant et le gouvernement de l'Empire.
En Sicile, il organisa à Capoue en décembre 1220 une réunion des grands barons afin d'imposer un retour au statu quo existant à la mort de Guillaume II. Ainsi, les titres attribués, terres distribués et les châteaux édifiés depuis la mort de Guillaume II, furent retirés, restituées et confisqués, en Pouilles puis à Malte et en Sicile. L'empereur abolit les privilèges commerciaux aux Génois et des Pisans, reprit le contrôle des ports et des productions de sel, de fer, de soie et de soufre. Il s'intéressa également à l'agriculture en relançant l'exploitation de la canne à sucre, du henné et de la palmeraie de Palerme. En concentrant entre ses mains la majorité des terres agricoles de Sicile, les ports de l'île, et les monopoles de production de sel, de soufre, de fer et de soie, il est sans doute l'un des plus riches souverains d'Europe. Il fonda en 1224 l'université de Naples qui devint le centre de formation des futurs fonctionnaires impériaux en Sicile et en Italie. Il réalisa enfin l'unité religieuse du royaume en confinant les Sarrasins de Sicile à Lucera.
Frédéric doit son surnom d'« enfant d'Apulie » (puer Apuliae) à son attachement pour l'Italie du Sud ; en effet, « Apulie » est alors une synecdoque désignant l'ensemble du royaume de Sicile, et plus précisément la partie continentale du royaume, où il passa la majeure partie de sa vie. Il délaissa la capitale, Palerme, et s'installa à Foggia où il fit construire un nouveau palais royal en 1223,. La région offrait un terrain favorable à son activité de prédilection : la fauconnerie. Frédéric n'effectua que deux séjours en Allemagne (1212-1220 et 1235-1236), laissant ensuite le gouvernement à son fils Henri VII. La ville de Capoue accueillit vingt des vingt-six sessions de la Magna Curia impériale, ainsi que les assises de 1220, tandis que Foggia concentra l'essentiel des séjours impériaux.

### La sixième croisade (1225-1230)

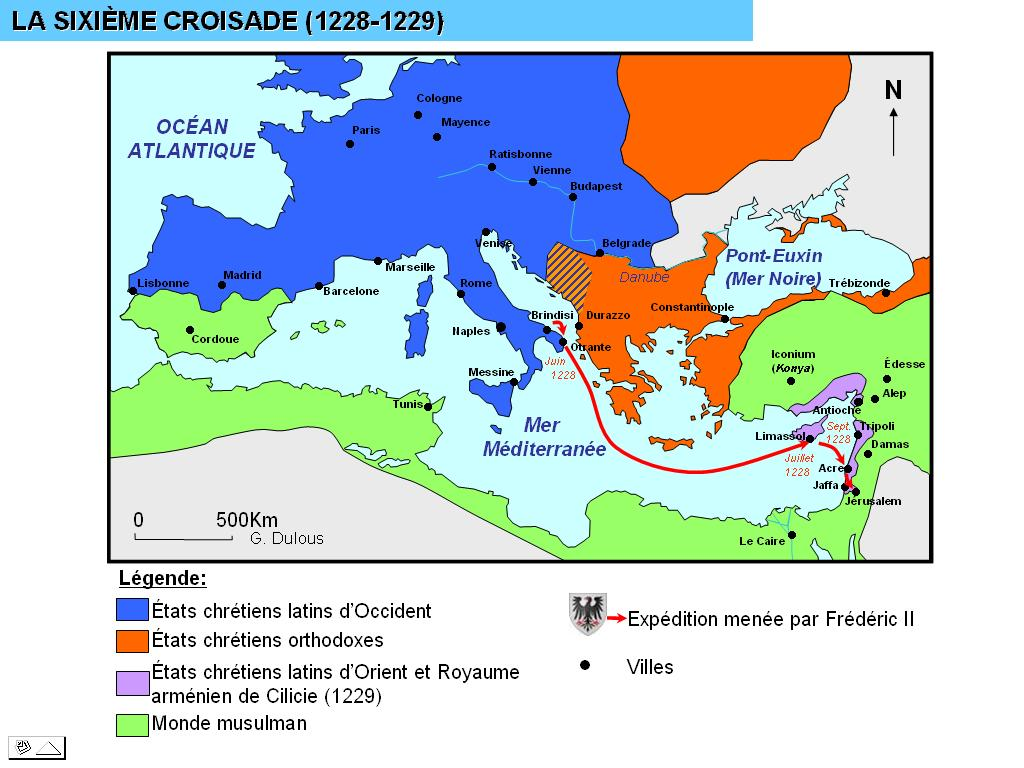
L'itinéraire de la sixième croisade (1228-1229).

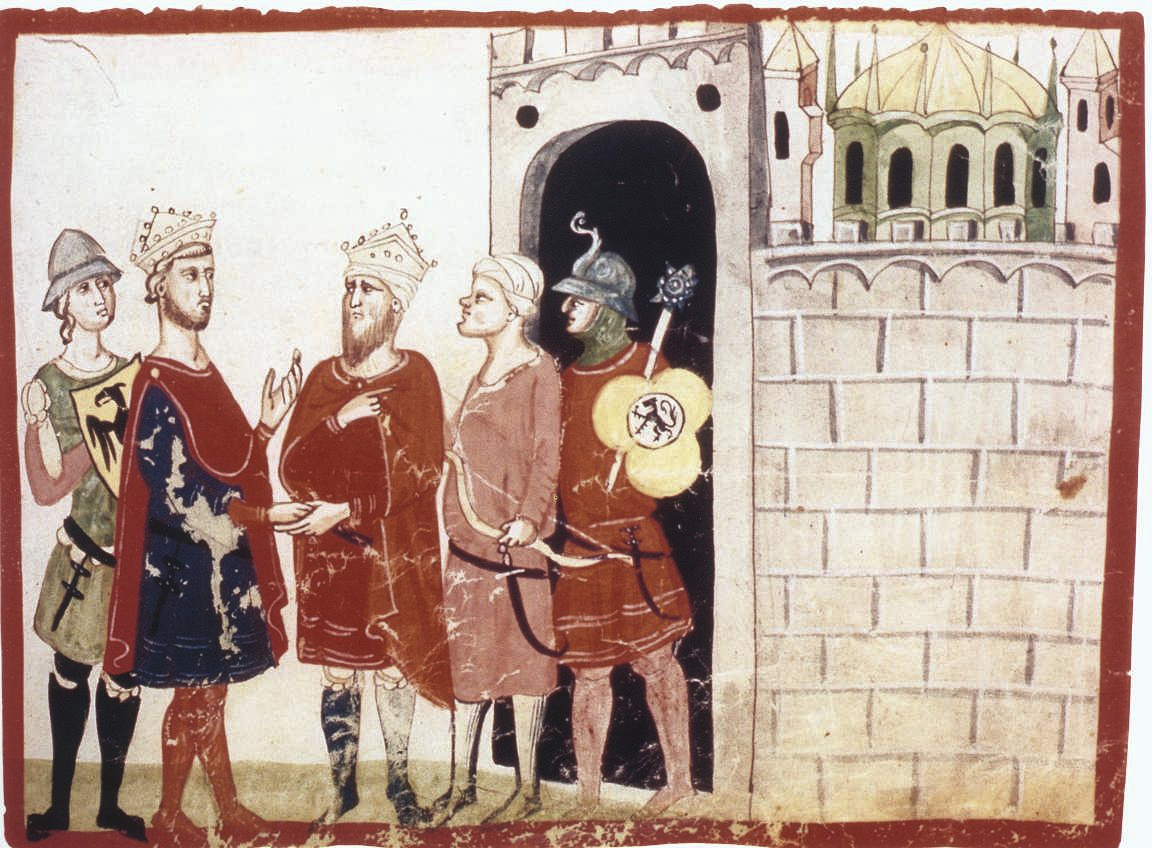
Rétrocession de Jérusalem à Frédéric II par le sultan Al-Kâmil.

Lors de son couronnement à Aix-la-Chapelle, Frédéric avait promis au pape de partir en croisade. Son vœu reprenait en fait celui de son grand-père Frédéric Barberousse qui lui aussi était parti en croisade, et de son père Henri VI. Mais son échec devant la résistance des communes lombardes en 1225-1226 retarda son départ. Or, la papauté espérait desserrer l'étau que faisait peser l'empereur du Saint-Empire sur ses États pontificaux en éloignant l'ambitieux souverain.
Veuf de Constance d'Aragon depuis juin 1222, et sur proposition d'Honorius III, il épouse Isabelle de Brienne, alors âgée de quatorze ans, fille de Jean de Brienne, roi de Jérusalem. Au lendemain du mariage célébré en la cathédrale de Brindisi le 9 novembre 1225, Frédéric II retira à Jean de Brienne le titre de régent et promit le départ de la croisade en mai 1227.
Cependant Frédéric ne parvint pas à honorer sa promesse. Une épidémie frappa le corps expéditionnaire massé à Brindisi en août 1227. Le landgrave Louis de Thuringe, qui était censé diriger l'expédition, succomba également à la maladie en septembre. Frédéric décida alors d'ajourner la croisade. Mais le pape Grégoire IX, fraichement élu, prit à la lettre les promesses signées à San Germano par l'empereur et excommunia ce dernier le 28 septembre 1227.
Frédéric partit l'année suivante alors que son excommunication n'était pas levée. Précédé par son maréchal Richard Filangieri et son proche conseiller Hermann von Salza, il s'embarqua à Brindisi en juin 1228 et fit voile vers la Syrie. Il séjourna plusieurs semaines dans le royaume insulaire de Chypre, alors sous la régence du baron Jean d’Ibelin. D'après les chroniqueurs, Frédéric et Jean d’Ibelin participèrent à un banquet au milieu duquel les hommes d'armes de l'empereur bloquèrent les issues, tandis que l'empereur sommait le baron de lui remettre la tutelle du jeune Henri Ier de Chypre. Un traité mit fin au conflit entre les deux hommes et attribua à Frédéric la régence du royaume. Frédéric embarqua peu après à destination de Saint-Jean-d'Acre.
Quelques jours après son arrivée, deux légats du pape débarquèrent dans la même ville et donnèrent l'ordre aux croisés de ne pas obéir à l'empereur excommunié. La chrétienté était divisée entre, d'un côté, les Siciliens, les Allemands, les Teutoniques, les Pisans et les Génois obéissant à l'empereur, et, de l'autre côté, les Anglais, les Français, les Templiers et les Hospitaliers cherchant à contrecarrer ses actions. De plus, les négociations menées avec le sultan Al-Kâmil étaient ardues, la situation politique ayant beaucoup changé depuis le début de la correspondance entre les deux souverains. Pourtant, avec l'aide de l'émir Fahr-ed-Din et du comte Thomas d'Aquin, ils parvinrent à un accord et signèrent en février 1229 le traité de Jaffa, qui rendait aux chrétiens la ville de Jérusalem. Frédéric fit son entrée dans la ville le 17 mars 1229 et se couronna lui-même roi de Jérusalem le lendemain. Dans le même temps, le pape réaffirmait l'excommunication impériale, tandis que le patriarche Gérold jetait l'interdit sur Jérusalem.
L'empereur s’embarqua pour l'Italie le 1er mai, laissant les États latins d'Orient sans roi résident, en proie à une guerre civile entre ses partisans et ses opposants appelée guerre des Lombards. Il débarqua à Brindisi le 10 juin, mit en fuite l'armée pontificale lancée contre lui, et força le pape à quitter Rome pour trouver asile à Pérouse. Grâce à la médiation du grand maître Hermann von Salza, Frédéric II et Grégoire IX signèrent un accord de paix, élaboré à San Germano et conclu à Ceprano en août 1230. Ce traité, défavorable à l'empereur, accordait l'amnistie à tous ses ennemis et révoquait le concordat établi par l'impératrice Constance en Sicile. En contrepartie, son excommunication fut levée,.

### L'affirmation du pouvoir impérial (1230-1239)

#### Les Constitutions de Melfi

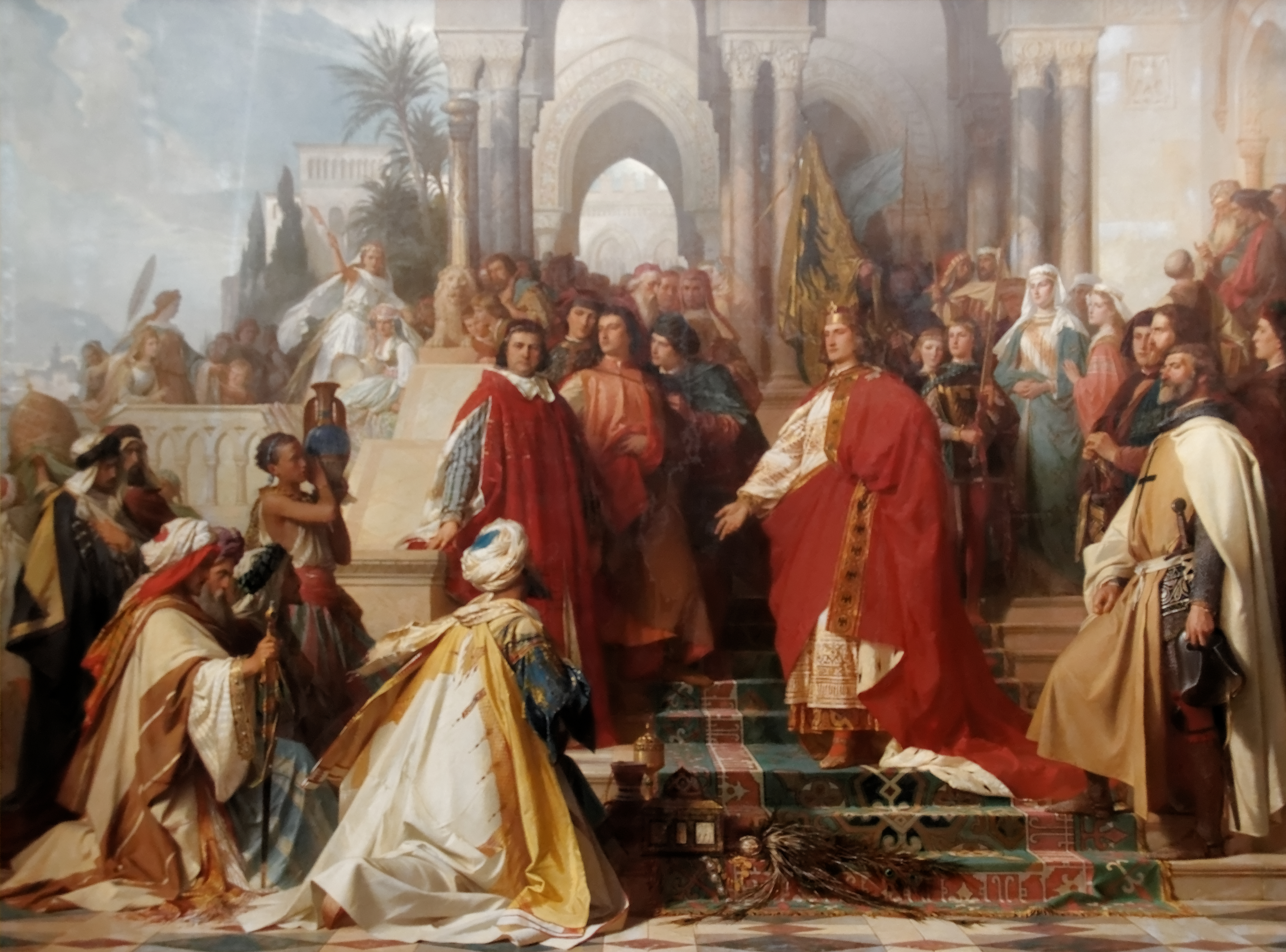
La Cour de l'empereur Frédéric II à Palerme, Arthur von Ramberg (1865).

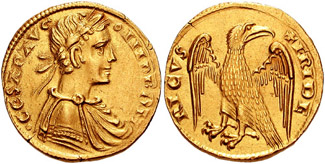
Une augustale représentant l'empereur Frédéric II.

Pour le royaume de Sicile, Frédéric promulgua en septembre 1231 les Constitutions de Melfi ou Liber Augustalis. Reprenant les Assises d'Ariano instituées en 1140 par son grand-père Roger II de Sicile, ce recueil de lois renforçait le pouvoir du roi et diminuait celui de ses feudataires. Instaurant l'idée d'une sainteté de l’État, il faisait de la contestation du pouvoir impérial l'équivalent d'une hérésie. Ainsi, le pouvoir était concentré dans les mains de l'empereur, conseillé par un gouvernement, la Haute Cour. Le pouvoir judiciaire reposait sur les fonctionnaires royaux. Le Parlement, où siègaient barons, prélats et délégués des grandes cités, n'avait pas de pouvoir législatif ni même de prérogatives consultatives ou de contrôle. Frédéric instaura une centralisation et une organisation bureaucratique de l'État, ainsi qu'une standardisation des procédures judiciaires en direction de tous les citoyens, tous égaux devant la loi. L'empereur nommait tous les fonctionnaires pour un an renouvelable, les justiciers ne pouvant administrer leur région d'origine.
L'empereur s'appuyait sur son conseiller juridique Pierre des Vignes, surnommé le « vicaire de l'empereur ». Frédéric créa pour lui la charge de logothète, une fonction consistant à écrire au nom de l'empereur et à parler à sa place lors des sessions de justice. Pierre des Vignes rédigea la totalité des lois formant les constitutions de Melfi. Grand homme de lettres — l'un des premiers à composer des poèmes en langue vulgaire —, il fut le conseiller et confident de Frédéric II jusqu'à sa disgrâce puis à sa mort en prison en 1249.
Dans ses ateliers de Messine et de Brindisi, Frédéric II fit également frapper en 1231 une nouvelle monnaie d'or, l'« augustale ». Sur l'une des faces, entourée de l'inscription IMP. ROM. CÆSAR AUG, il était représenté, à l'instar des empereurs romains, vêtu du manteau impérial avec une couronne de laurier sur la tête. Sur l'autre face, figurait l'aigle impériale avec l'inscription Fridericus.
Frédéric repeupla Malte et l'arrière-pays sicilien en déplaçant des Lombards et des Grecs, constitua un réseau de forteresses, châteaux forts le plus souvent carrés, comme les châteaux d'Ursino, Maniace, d'Augusta et Milazzo.

#### La lutte contreHenriVIIet la Ligue lombarde

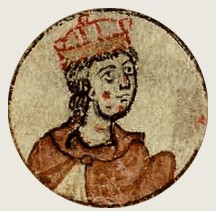

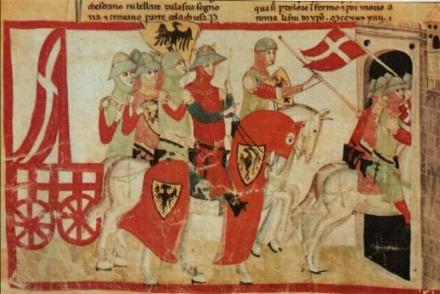
Miniature du XIVe siècle représentant la bataille de Cortenuova.

En Allemagne, le Privilège de Worms, daté du 1er mai 1231, rendit les princes laïcs pratiquement indépendants. Toute la juridiction sur leurs terres leur était dévolue, aucune nouvelle monnaie ou droit de péage ne devait être instauré sur leurs domaines, et l'autorité impériale était limitée. Les droits des villes étaient quant à eux considérablement réduits.
Vers 1231, une rupture eut lieu entre Frédéric et son fils aîné Henri VII, qui s'opposait au privilège de Worms et cherchait à favoriser les villes contre les princes. Après avoir refusé de se rendre en Italie, Henri changea d'avis et se soumit à son père à Aquilée en 1232. Une paix temporaire fut conclue avec les villes lombardes en juin 1233. Mais à son retour en Allemagne, Henri se révolta à nouveau et forma une alliance avec les Lombards en décembre 1234. Frédéric, s'étant assuré entre-temps du soutien de la France et de l'Angleterre, parut en Allemagne au début de l'année 1235 et réprima ce soulèvement sans difficulté. Henri fut emprisonné, mais ses alliés furent traités avec indulgence. En août 1235 eut lieu à Mayence une diète au cours de laquelle fut célébré le mariage de l'empereur avec Isabelle, fille de Jean, roi d'Angleterre. Une paix générale fut jurée. Otton « l'Enfant », neveu d'Otton IV, fut nommé duc de Brunswick-Lunebourg.
Dès les années 1237-1238, Frédéric suivit de près les affaires en Provence en nommant un vice-roi en Arles, puis en 1240 en demandant au comte Raymond VII de Toulouse d'intervenir militairement contre le comte Raimond-Bérenger IV de Provence et Jean Baussan, archevêque d'Arles.

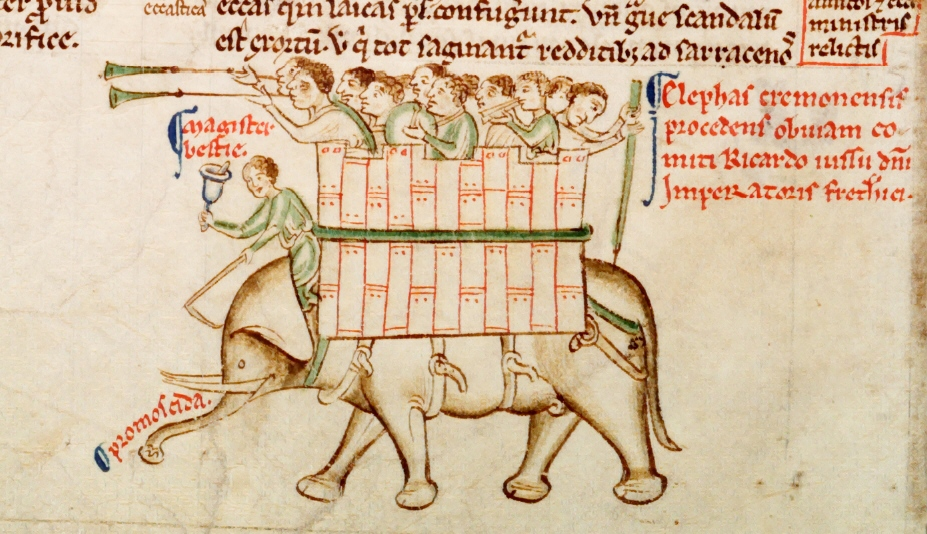
L'éléphant de Crémone dépeint dans la Chronica maiora.

Frédéric était maintenant au sommet de sa puissance. Son deuxième fils, Conrad, fut investi du duché de Souabe, et la revendication de Wenceslas, roi de Bohême, sur certaines terres qui avaient appartenu à Philippe de Souabe fut rachetée. Une guerre contre Frédéric II d'Autriche fut déclenchée. L'empereur prit le commandement des troupes, s'empara des duchés d'Autriche et de Styrie, et les fit dépendre directement de l'Empire. En février 1237, il fit élire son fils Conrad comme roi des Romains à Vienne. En septembre il se rendit en Italie pour poursuivre la guerre contre les Lombards. L'empereur remporta contre eux une victoire décisive à Cortenuova le 27 novembre 1237. Il organisa à Crémone un triomphe au cours lequel il fit défiler sur un éléphant, cadeau du sultan Al-Kâmil, le carroccio de Milan pris au cours de la bataille.
Mais s'il rencontra d'autres succès, son échec devant Brescia en octobre 1238, ainsi que le changement d'attitude de Grégoire, modifièrent le cours de la guerre. Le pape s'inquiétait du mariage de l'héritière de Sardaigne, Adelasia, avec son fils naturel Enzio, qui prit plus tard le titre de roi de Sardaigne. Ses avertissements ayant été ignorés, Grégoire IX publia une lettre inventoriant tous ses griefs contre Frédéric, et forma une alliance avec Milan, représentant la Ligue lombarde, Venise et Gênes. Le 20 mars 1239, le pape prononça l'excommunication de l'empereur.

### La lutte contre la papauté (1239-1250)

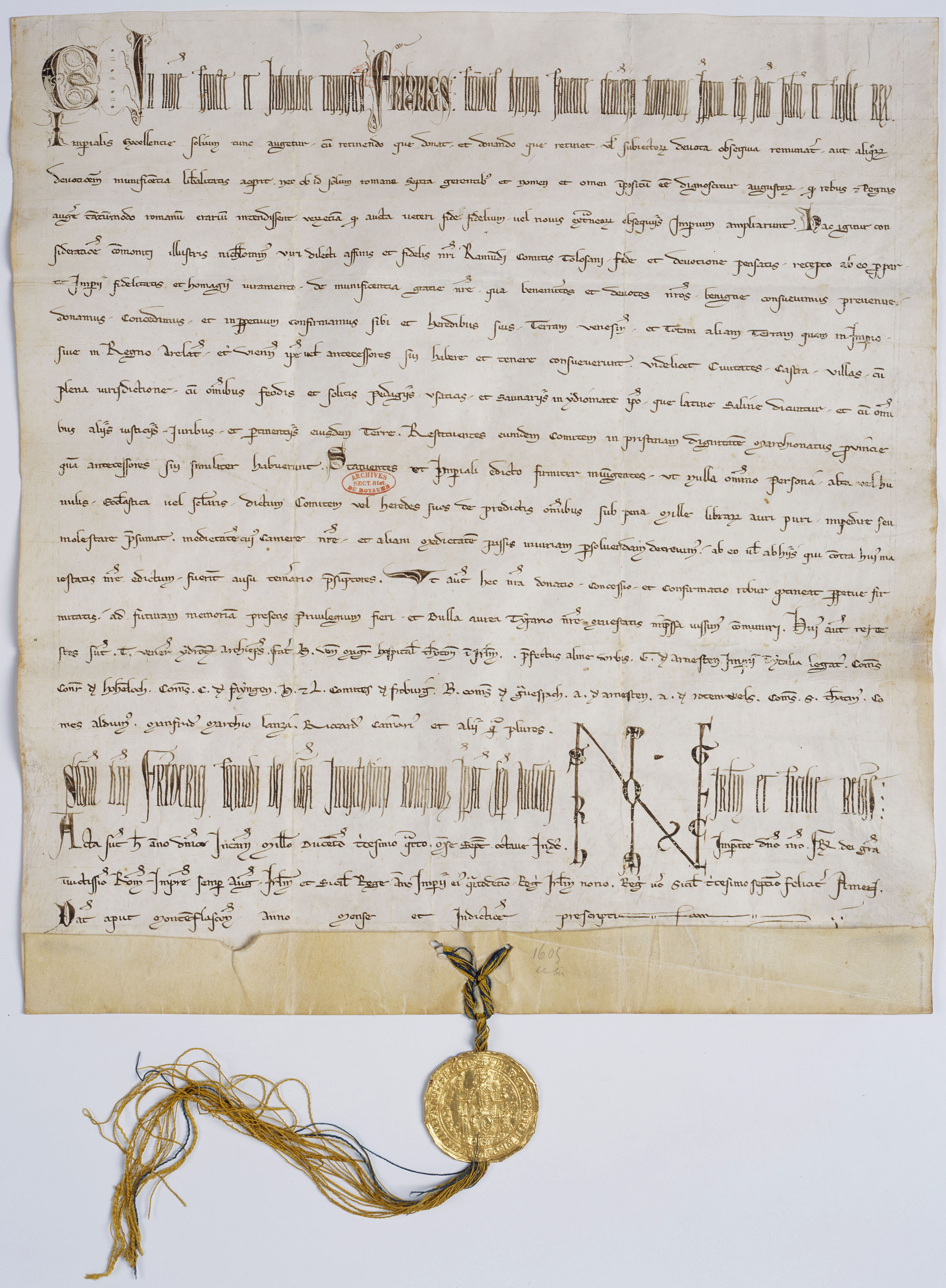
Bulle de l'empereur Frédéric II donnant à Raymond VII, comte de Toulouse, le Comtat Venaissin et diverses autres terres, 8 septembre 1234. Archives nationales AE/I/1 no 1.

Frédéric, accusé d'hérésie, de blasphème et de nombreux autres crimes, appela tous les rois et princes à s'unir contre le pape, qui de son côté fit de vigoureux efforts pour susciter une rébellion armée en Allemagne. Il était cependant impossible de trouver un anti-roi. En Italie, Spolète et Ancône furent déclarés possessions impériales. Le Patrimoine de Saint-Pierre lui-même fut envahi. Le 3 mai 1241, au cours de la bataille navale de Meloria, de nombreux ecclésiastiques partisans de Grégoire furent capturés par Enzio. L'empereur était sur le point d'assiéger Rome, lorsque le pape mourut en août 1241. L'Allemagne était alors menacée par les Mongols ; mais Frédéric se contenta de donner des instructions pour la défense de l'Empire.
Innocent IV, élu pape en juin 1243 après dix-huit mois de vacance, s'enfuit de Rome en juin 1244 et prononça la déposition de l'empereur au premier concile de Lyon en juillet 1245, accordant même à ceux qui partiraient en guerre contre lui le statut de croisés. Les cités italiennes de Lombardie qui prirent parti pour Frédéric constituaient le groupe dit des gibelins et les cités plus nombreuses qui s'opposèrent au pouvoir impérial et s'allièrent au pape étaient les guelfes. Le pape montrait ainsi qu'il était le maître du pouvoir temporel aussi bien que spirituel puisqu'il pouvait priver un souverain de son pouvoir politique. Les rois Louis IX de France et Henri III d'Angleterre refusèrent de reconnaître la sanction pontificale. Les évêques électeurs proclamèrent alors en 1246 empereur le landgrave de Thuringe Henri le Raspon, qui vainquit Conrad IV à la bataille de la Nidda (5 août 1246) mais mourut en 1247. L'anti-roi suivant fut le comte Guillaume II de Hollande, élu roi des Romains le 3 octobre 1247, qui prit Aix-la-Chapelle et y fut couronné le 1er novembre 1248, mais sans s'imposer en Allemagne. La guerre civile continua, indécise en Allemagne comme en Italie.
Frédéric II mourut finalement d'une crise de dysenterie le 13 décembre 1250 avant d'en voir la conclusion. Il repose dans la cathédrale de Palerme auprès de ses aïeux normands de Sicile et de sa première épouse, Constance d'Aragon. Son tombeau a été ouvert en 1781 et en 1998 : il contient la dépouille de l'empereur, d'un homme identifié comme Pierre III d'Aragon et d'une femme inconnue. Les analyses ADN envisagées en 1998 furent un échec.

## Héritage culturel et scientifique

### Relations avec l'islam

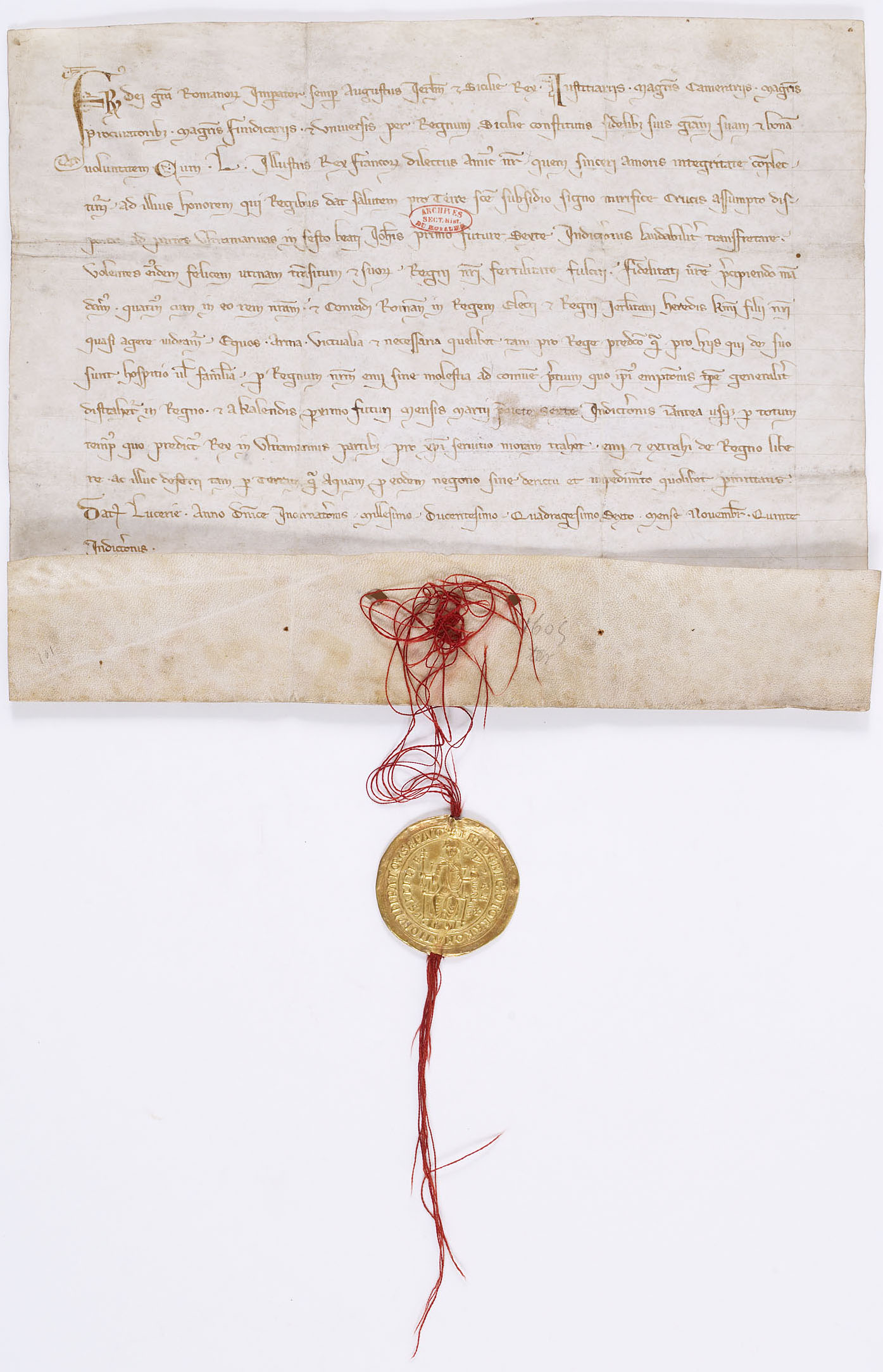
Ordre de Frédéric II, empereur d’Allemagne, à ses officiers du royaume de Sicile de fournir à Louis IX, pendant tout le temps qu’il sera en Terre sainte, les armes, chevaux et vivres qui lui seront nécessaires, donné à Lucera en novembre 1246. Archives nationales AE/I/1/4.

Tout au long de son règne, l'empereur polyglotte fit preuve d'une large ouverture d'esprit et d'un avant-gardisme indiscutable, sans négliger pour autant l'exercice du pouvoir. Ainsi il lança une vaste offensive contre les communautés musulmanes révoltées en 1221. Après avoir exécuté leur chef Ibn Abbad en 1222, il mit le siège devant Iato l’année suivante. Dans une lettre adressée à l’abbé du Mont-Cassin, l’empereur affirma son intention d’expulser l’ensemble des Sarrasins de Sicile. L’insurrection fut définitivement écrasée en 1246, et tous les musulmans de Sicile furent déportés à Lucera en Apulie. La ville leur fut dédiée, rassemblant près de 20 000 habitants. Ceux-ci lui fournirent sa garde impériale et son harem, ainsi que des ouvriers fabriquant des lames d'acier damasquiné dans les manufactures impériales.
Au cours des croisades, il sut s'intéresser à la culture arabe. Il eut des échanges diplomatiques intenses avec le sultan d'Égypte Al-Kâmil avec qui il signa un traité, et fut ami de son envoyé l'émir Fakhreddin. Il tenta notamment de concilier les deux partis (croisés et jihad) afin d'instaurer une paix durable et une cohabitation pacifique. Au prix de nombreux efforts, il faillit atteindre cet objectif mais une crise interne à l'Empire le rappela en Europe, ne lui laissant pas le temps d'achever son travail, et il dut se contenter d'une trêve.

### Science et littérature
En 1241, Frédéric II promulgua un édit autorisant la dissection de cadavres humains, s'opposant ainsi à l'Église, qui, privilégiant l'intégrité corporelle de l'être humain, s'empressera d'annuler l'édit à sa mort. Auparavant, dès le XIe siècle, à la célèbre école de médecine de Salerne par exemple, l'anatomie était enseignée d'après celle du porc, ou d'après les schémas établis par Galien au IIe siècle. En effet, depuis le IIIe siècle av. J.-C., époque où les médecins et anatomistes grecs Érasistrate et Hérophile avaient connu leur heure de gloire, aucun professeur de médecine en Occident n'avait disséqué de cadavre humain, car la religion interdisait la mutilation des corps. La levée de cet interdit par l'édit permit à l'italien Mondino à Bologne de perfectionner certaines notions de l'anatomie humaine.
Le chroniqueur Salimbene de Adam raconte que l'empereur aurait confié à des nourrices plusieurs nouveau-nés avec ordre de ne jamais leur adresser la parole, désireux de savoir dans quelle langue ils s’exprimeraient. De fait, tous ces enfants seraient morts les uns après les autres. Une autre expérience aurait consisté à enfermer un homme dans un tonneau afin de voir son âme sortir de son corps après sa mort. Ces anecdotes ont probablement été inventées par Salimbene, et l'on trouve la première chez Hérodote.

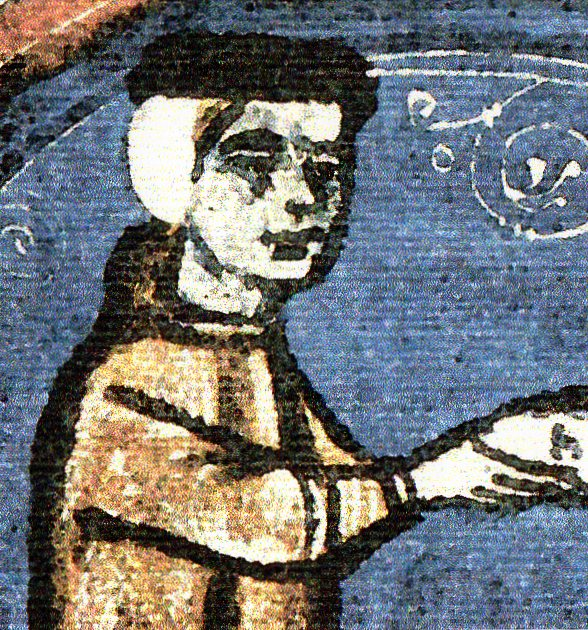
Jacques de Lentini, fondateur de l'école poétique sicilienne.

Frédéric était féru de poésie, de mathématiques et de sciences naturelles. Il put rencontrer à Pise le mathématicien Leonardo Fibonacci, par l’intermédiaire duquel la numération arabe fut transmise à l’Occident. Il écrivit à des savants et philosophes musulmans et juifs et appela à la cour ceux qui lui paraissaient devoir être utiles. Parmi eux se trouva Juda ben Salomon ha-Cohen, auteur de la première encyclopédie de langue hébraïque. Il s'occupa de questions métaphysiques. Il n'hésita pas à poser des questions épineuses à un théologien musulman, Ibn Sabin, sur l'éternité de l'univers, les attributs fondamentaux de l'Être, l'immortalité de l'âme. Cette correspondance accentua la méfiance du pape envers lui. « Curieux, d'un esprit d'observation très développé, il attira à sa cour un astronome d'origine irlandaise ou écossaise, Michel Scot, qui l'amena à dévier vers l'astrologie ; ainsi, dans les années qui suivirent son retour en Sicile après 1230, il ne pouvait faire un pas ou prendre une décision sans consulter ses astrologues ». Il accueillit également le médecin Théodore d'Antioche.
Dans sa cour naquit l'école poétique sicilienne et le sonnet, dont l'invention est attribuée à Jacques de Lentini. Frédéric lui-même employait le sicilien dans ses poèmes d'inspiration provençale et contribua avec sa cour à la création d'une langue italienne autonome. Il était locuteur, d’après les chroniqueurs, d’au moins six langues — le sicilien (sa langue maternelle), le latin, l'allemand, le provençal, le grec et l'arabe —, 

### Architecture

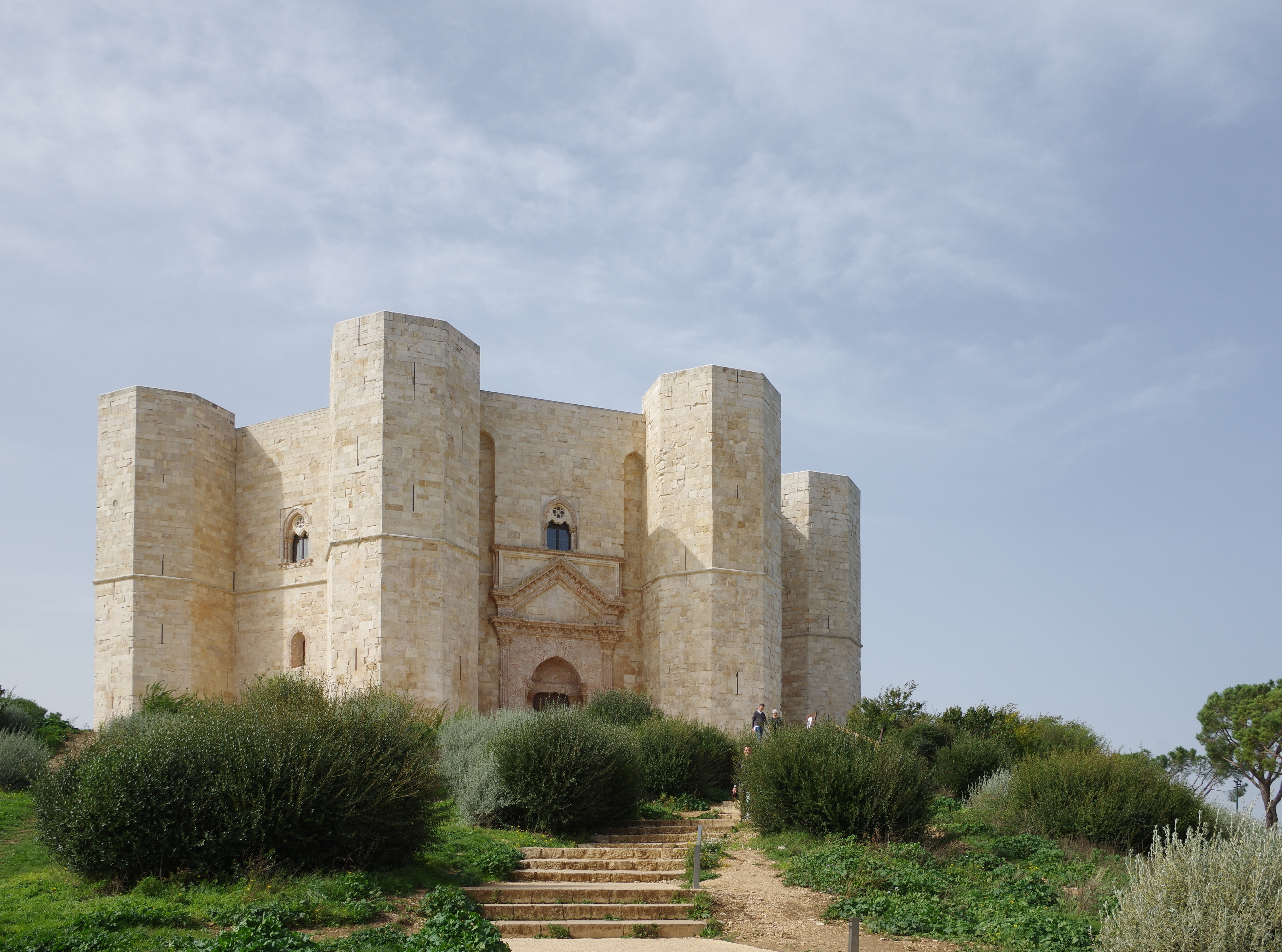
Le Castel del Monte (Pouilles), chef-d'œuvre de l'art frédéricien.

Comme ses ancêtres normands, Frédéric fut également un grand bâtisseur. Il fit construire la cathédrale d'Altamura près de Bari, et conçut la porte triomphale de Capoue, dont il a peut-être lui-même tracé les plans. En Capitanate, dont il fit sa résidence, il fit élever le château de Foggia en 1223. Sur la côte adriatique, il fit élever entre Barletta et Brindisi une chaîne de forteresses destinées à surveiller les routes maritimes vers l'Orient. On lui doit également la construction des châteaux de Lucera, de Gravina (Pouilles), d'Ursino, d'Augusta (Sicile) ainsi que le château Maniace à Syracuse. Il ordonna enfin l'édification du célèbre Castel del Monte, un octogone de calcaire installé sur une hauteur près de Barletta. La plupart des châteaux frédériciens sont de forme quadrangulaire et se distinguent des édifices normands par une plus grande complexité. Ils se démarquent également par un grand souci de l'hygiène, particulièrement visible dans les installations sanitaires du Castel del Monte.

### Fauconnerie

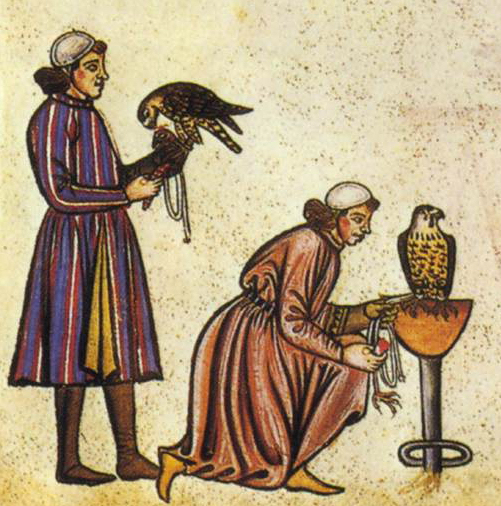
Illustration du De arte venandi cum avibus. Manuscrit du XIIIe siècle, Bibliothèque apostolique vaticane.

À la fin d'une existence mouvementée, l'empereur Frédéric II rédige un manuel de fauconnerie en latin, intitulé De arte venandi cum avibus (De l'art de chasser au moyen des oiseaux), dont la préface contient un éloge de l'expérience contre les théories de l'école. L'ouvrage déborde largement la simple fauconnerie et contient également des détails sur la classification, l'anatomie, la morphologie, les migrations et la reproduction des oiseaux. Ainsi les différentes positions des ailes durant le vol y sont remarquablement décrites.
Les illustrations situées dans les marges sont d'une grande qualité pour l'époque. Ce livre, du fait des opinions de Frédéric II, est mis à l'index par l'Église et ne reparait qu'à la fin du XVIe siècle. Les ornithologues n'en découvriront l'intérêt qu'au XVIIIe siècle. Selon l'historien allemand Ernst Kantorowicz, la passion de l'empereur pour les faucons nourrissait sa conviction de pouvoir atteindre n'importe quelle cible, un sentiment de toute-puissance que ces prédateurs avaient le don de faire naître en lui.
Frédéric II veut corriger toutes les sottises écrites sur la fauconnerie. Il s'inspire de sources arabes, d'Aristote, et surtout de ses propres observations et expérimentations. Son exposé de la migration des oiseaux n'a été surpassé qu'au XXe siècle, par Konrad Lorenz.

### Élevage équin
La pratique de la chasse amena Frédéric II à favoriser l'élevage des chevaux indispensables à sa pratique. Son règne correspond à une période de prospérité économique pendant laquelle dans la Capitanate, au nord des Pouilles, la quantité et la qualité des chevaux connurent un véritable essor à la suite d'interventions clairvoyantes et systématiques de l'empereur au début du XIIIe siècle. Des fermes royales furent implantées dans les plaines et zones humides du nord-est des Pouilles. L'élevage des chevaux s'y développa à partir des souches provenant de l'héritage équin des colonies arabes de Sicile. Frédéric II lui-même créa des haras royaux, les aratie. Dans une lettre de 1239, il ratifie l'organisation de son marestalla Sicilie, son haras en Sicile, précise comment la reproduction doit se faire, et impose que les juments soient nourries avec de l'orge afin que les poulains bénéficient d'une production de lait correcte. Dans un règlement de 1241, il organise la surveillance des juments, étalons et poulains dans les pâtures, alloue une somme pour l'achat d'huile à la fois pour l'éclairage et pour les soins des chevaux, et établit la liste du personnel qualifié qui inclut le marescallus, le maréchal-ferrant, le custos equorum, le gardien préposé aux chevaux et le scuterius, le palefrenier.

## Bilan

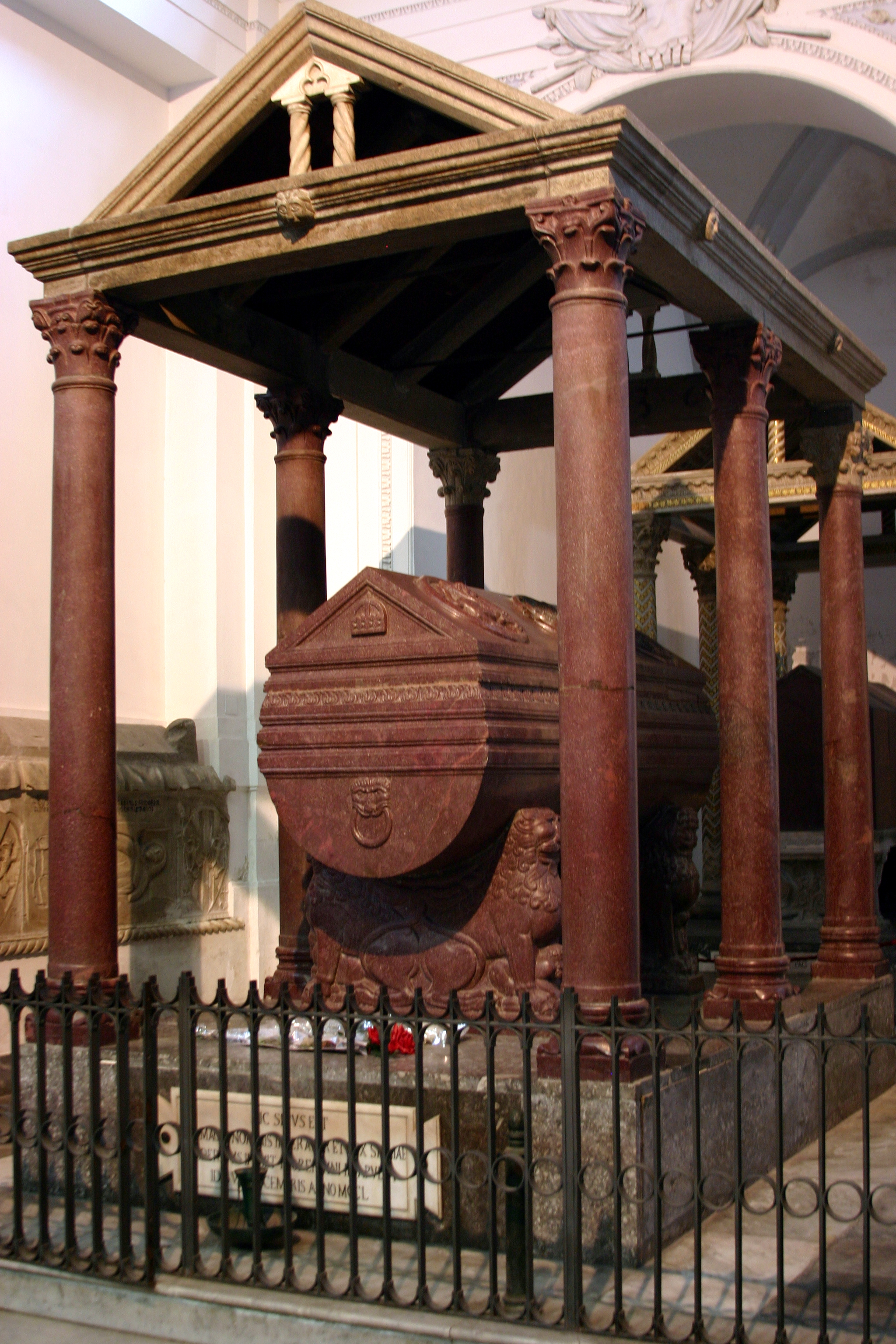
Le tombeau de Frédéric II dans la cathédrale de Palerme, parmi les Hauteville.

Excommunié par deux fois, Frédéric fut le principal adversaire de la papauté, sans être un ennemi de la religion catholique : spirituellement proche des franciscains, il soutint les cisterciens et l'expansion des chevaliers Teutoniques. Proche du grand maître Hermann von Salza, il délivra en faveur des moines-guerriers la bulle d'or de Rimini, qui permit la création d'un État monastique en Prusse et en Baltique.
Il indigna son époque en s'habillant parfois à l'orientale. Ses démêlés avec la papauté qui limitait son pouvoir lui firent écrire qu'il enviait que les califes fussent à la fois dirigeants spirituels et terrestres. Il entretenait une grande cour, constituée entre autres de nombreuses jeunes filles (esclaves astreintes à des travaux de couture, servantes, danseuses), si bien que ses adversaires (le pape principalement) lui reprochaient d'entretenir un harem. L'historien René Grousset rapporte une légende tirée de l’Estoire d'Eracles selon laquelle Frédéric aurait non seulement consommé le mariage d'Isabelle de Jérusalem alors qu'elle avait quatorze ans, mais aussi violé l'une de ses cousines, débarquée avec elle de Syrie,
.
Frédéric mit en place un système centralisé d'administration en Sicile et tenta de le généraliser (avec moins de succès) en Germanie, où il dut octroyer de plus en plus d'indépendance aux princes locaux au fur et à mesure que son conflit en Lombardie se détériorait.
Les descendants de Frédéric, son fils légitime Conrad IV, le fils de ce dernier Conradin et son fils illégitime Manfred n'accédèrent pas à l'Empire. Après la mort de Fréderic en 1250 débuta le Grand Interrègne qui dura jusqu'en 1273. Le royaume de Sicile fut également enlevé à ses descendants par le pape, qui y installa Charles Ier d'Anjou. Ce fut la fin de la maison de Hohenstaufen, qui laissa place aux Habsbourg et à l'essor des cités italiennes.
Toutefois la lignée se perpétua indirectement en Sicile, à travers les petits-fils de Manfred, enfants de sa fille Constance et de Pierre III d'Aragon, à savoir Jacques II de Sicile, puis son frère Frédéric II de Sicile et enfin les descendants de celui-ci, Pierre II, fils du précédent, Louis Ier, fils du précédent, Frédéric III, frère du précédent, Marie Ire, fille du précédent (maison d'Aragon en Sicile).

## Légende

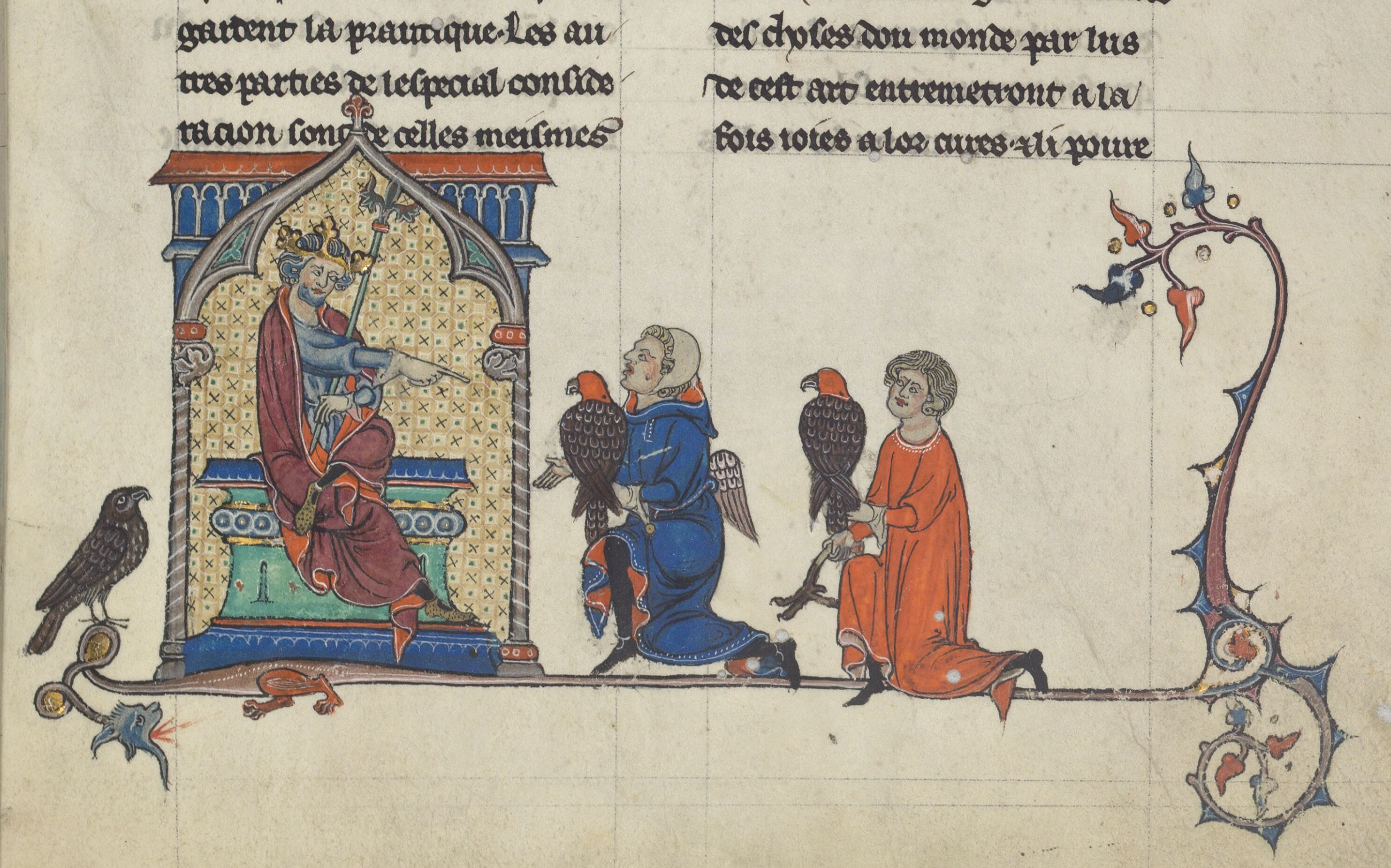
Frédéric II sur son trône et, plus bas, probablement Manfred.

Aucun biographe n'a consacré d'ouvrages à Frédéric II de son vivant ou dans les années suivant sa mort. Les sources d'époque sont les écrits cléricaux qui lui sont majoritairement défavorables. Le frère franciscain Salimbene le décrit par exemple comme « un homme funeste et maudit, schismatique, hérétique, épicurien, qui a corrompu la terre entière, semant les graines de la division et de la discorde entre les cités d'Italie ». Néanmoins le chroniqueur du XIIIe siècle Matthieu Paris le qualifie de stupor mundi (« stupeur du monde ») et de « merveilleux transformateur ».
Dans la conscience collective, il devint « l'Empereur endormi » dans les profondeurs d'une caverne, celui qui ne pouvait avoir disparu, celui qui dormait d'un sommeil magique dans le cratère de l'Etna. Son mythe personnel se confondit par la suite avec celui de son grand-père Frédéric Barberousse. Son charisme est tel qu'au lendemain de sa mort, son fils, le futur roi Manfred Ier de Sicile, écrit à un autre de ses fils, le roi Conrad IV, une lettre qui commence par ces mots : « Le soleil du monde s'est couché, qui brillait sur les peuples, le soleil du droit, l'asile de la paix ».
Dante le place en Enfer, avec le cardinal Ottaviano Ubaldini, dans le sixième cercle réservé à ceux qui ne croient pas à l’immortalité de l’âme. Cependant, dans De vulgari eloquentia, il loue « la noblesse et la droiture » de l'empereur et son fils.
Au XIXe siècle, émerge l'image d'un souverain moderne mettant fin à la féodalité, prince de la Renaissance avant l'heure, à travers les écrits de Jacob Burckhardt (1860), Arnold Zweig (1924) et Ernst Kantorowicz (1927).

## Les descendants deFrédéricII

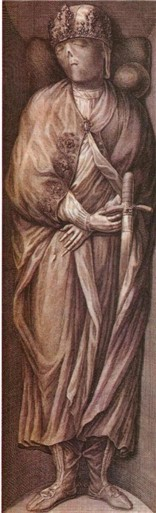
Gravure de 1781 représentant le corps momifié de Frédéric II dans la cathédrale de Palerme.

- Première épouse : Constance d'Aragon (1179 – 23 juin 1222), fille du roi Alphonse II d'Aragon et veuve du roi Aymeric de Hongrie. Mariage le 15 août 1209 à Messine :
  - Henri II, ou Henri VII de Germanie (1211 – 12 février 1242), duc de Souabe ;
- Deuxième épouse : Isabelle II de Jérusalem (Yolande de Brienne), reine de Jérusalem (1212 – 25 avril 1228). Mariage le 9 novembre 1225 à Brindisi :
  - Marguerite (novembre 1226 – août 1227),
  - Conrad IV du Saint-Empire, roi des Romains et de Jérusalem (25 avril 1228 – 21 mai 1254) ;
- Troisième épouse : Isabelle d'Angleterre (1214 – 1er décembre 1241), fille du roi Jean d'Angleterre. Mariage le 15 juillet 1235 à Worms :
  - Jourdain[112] (1236-1236),
  - Agnès (1237-1237),
  - Marguerite de Sicile (1237-1270), mariée à Albert, comte palatin de Saxe, margrave de Misnie,
  - Charles-Othon (Henri) (18 janvier 1238 – mai 1254) ;
- Enfants de Bianca Lancia (1210-1246), qui pourrait avoir épousé l'empereur en secret :
  - Constance de Hohenstaufen (1230-1307), qui épousa Jean III Doukas Vatatzès, empereur de Byzance,
  - Manfred Ier de Sicile (1232-1266), roi de Sicile, tué à la bataille de Bénévent,
  - Yolande (Violante) de Souabe (it) (1233-1264), qui épousa Riccardo Sanseverino (it), comte de Caserte ;
- Enfant illégitime d'une comtesse sicilienne[113] :
  - Frédéric de Pettorano (né en 1212), qui s'enfuit en Espagne avec sa femme et ses enfants en 1238/1240 ;
- Enfants illégitimes d'Adélaïde (Adelheid) d'Urslingen (v. 1195 – v. 1234)[114] :
  - Enzio (Henri), roi de Sardaigne (1215-1272), fut fait prisonnier le 26 mai 1249 à la bataille de Fossalta et demeura incarcéré à Bologne pendant 23 années, jusqu'à sa mort,
  - Catarina di Merano[115] (1216/1218 - 1272), mariée une première fois avec un inconnu puis avec Giacomo del Carreto (Jacopo Caretto), marquis de Noli et de Finale, margrave de Savone ;
- Enfant illégitime de Mathilde ou Marie d'Antioche, elle-même peut-être fille illégitime de Bohémond III d'Antioche :
  - Frédéric d'Antioche (1220/1225 - 1256), prince d'Antioche et podestat de Florence (1221-1256), tué à la bataille de Foggia ;
- Enfant illégitime de Manna, nièce de l'archevêque Bérard de Castanea :
  - Richard (it), comte de Chieti (1225 – 26 mai 1249), tué à la bataille de Fossalta ;
- Enfant illégitime de Richina (Ruthina) de Beilstein-Wolfsölden (v. 1205-1236)[116] :
  - Marguerite de Souabe (1230-1298), mariée à Thomas II d'Aquin, comte d'Acerra ;
- Autres enfants illégitimes :
  - Gerhard (mort après 1255),
  - Selvaggia (1223-1244), épousa Ezzelino III da Romano, podestat de Vérone,
  - Blanchefleur (1226-1279), dominicaine à Montargis, France.

#### Ouvrages biographiques
- Jacques Benoist-Méchin, Frédéric de Hohenstaufen ou le rêve excommunié, Perrin, 1980.
- Pierre Boulle, L’étrange croisade de l’empereur Frédéric II, Flammarion, 1968.
- Marcel Brion, Frédéric II de Hohenstaufen, Tallandier, coll. « Texto », 1978 (1re éd. 1948) (ISBN 9791021054882).
- Anne-Marie Flambard Héricher (dir.), Frédéric II (1194-1250) et l'héritage normand de Sicile, Caen, 2000 (lire en ligne)
- Sylvain Gouguenheim, Frédéric II : Un empereur de légendes, Perrin, coll. « Tempus », 2015 (ISBN 9782262096922).
- Ernst Kantorowicz, L'Empereur Frédéric II, Gallimard, coll. « Bibliothèque illustrée des histoires », 1987 (1re éd. 1927), 657 p. (ISBN 978-2-07-070345-6).
- Georgina Masson, Frédéric II de Hohenstaufen, Albin Michel, 1963.
- Henri de Ziegler, Vie de l'empereur Frédéric II de Hohenstaufen, Paris, 1935.
- (de) Eberhard Horst, Friedrich der Staufer, Düsseldorf: Claassen, 1975 ; nouvelle édition Berlin: Ullstein, 1997.
- (de) Hubert Houben, Kaiser Friedrich II. (1194–1250). Herrscher, Mensch, Mythos, Stuttgart, 2008.
- (de) Wolfgang Stürner, Friedrich II., 2 Bde., Darmstadt 1992-1997 (Gestalten des Mittelalters und der Renaissance).
- (en) David Abulafia, Frederick II. A Medieval Emperor, Allen Lane the Penguin Press, 1988.
- (en) Thomas Curtis Van Cleve, The Emperor Frederick II of Hohenstaufen, Immutator Mundi, Oxford, 1972.
- (it) Carlo Fornari, Federico II, Un sogno imperiale svanito a Vittoria, Silva Editore, 1998.
- (it) Claudio Rendina, Federico II di Svevia, Lo specchio del mondo, Newton Compton, Roma, 1995.
- (it) Carlo Ruta, Federico II e il suo tempo (con Ferdinando Maurici, Teresa Sardella e Ferdinando Raffaele), EdS, 2016.

#### Ouvrages généraux
- Jean Chélini, Histoire religieuse de l'Occident médiéval, Hachette, 1991.
- Jean-Yves Frétigné, Histoire de la Sicile, Fayard, coll. « Pluriel », 2018.
- John Julius Norwich, Histoire de la Sicile : de l'Antiquité à Cosa Nostra, Tallandier, 2018.
- Régine Pernoud, La femme au temps des croisades, Paris, Livre de Poche, 1990, 404 p. (ISBN 2-253-06152-2)